# José Luis Alonso de Santos
José Luis Alonso de Santos (Valladolid, 23 agosto 1942) è un drammaturgo e regista teatrale spagnolo.
Proveniente dal teatro indipendente, lavora coi gruppi Tábano e Teatro Libre (Teatro libero), quest'ultimo da lui fondato e diretto, raggiunge la notorietà con due testi che si iscrivono in una moderna rivisitazione del Sainete, cioè del teatro popolare tradizionale: La tabaccaia di Vallecas (La estanquera de Vallecas, 1981) e Bajarse al moro (titolo intraducibile che allude ai viaggi in Marocco per rifornirsi di hashish, 1985) da cui è stata tratta una fortunata versione cinematografica diretta da Fernando Colomo nel 1989. Il successo di questo autore si deve alla scelta dei soggetti che riflettono la Spagna di oggi e a un linguaggio drammatico innovativo e accattivante.